# John Wenlock Rollins

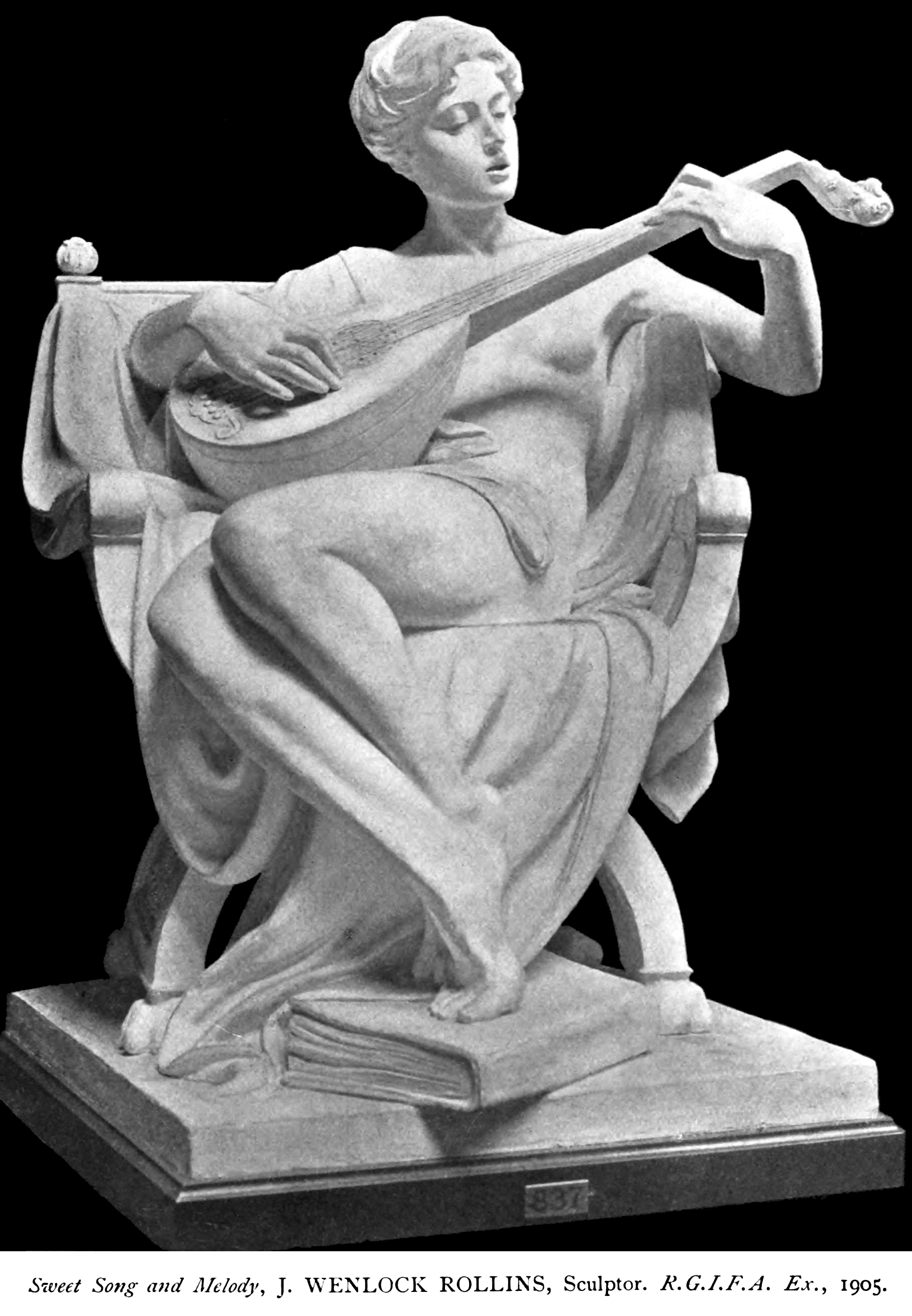
John Wenlock Rollins: Sweet Song and Melody, 1905

John Wenlock Rollins (* 1862 in Redhill, Surrey; † 6. Juni 1940 in England) war ein britischer Bildhauer, der vor allem für seine Werke im öffentlichen Raum des späten 19. und frühen 20. Jahrhunderts bekannt ist.

## Leben
John Wenlock Rollins wurde 1862 in Redhill, Surrey, geboren. Er begann seine künstlerische Ausbildung an der Birmingham School of Art, setzte sie an der South London Technical Art School unter William Silver Frith fort und studierte schließlich von 1886 bis 1890 an den Royal Academy Schools in London. Während seiner Karriere arbeitete er mit renommierten Bildhauern wie Thomas Stirling Lee zusammen. So assistierte er Lee bei den Reliefs für die St. George’s Hall in Liverpool und schuf gemeinsam mit Charles Henman die dekorativen Schnitzereien für das Croydon Municipal Building sowie die Terrakotta-Paneele für das Birmingham General Hospital. John Wenlock Rollins starb am 6. Juni 1940 und wurde im Golders Green Crematorium in London beigesetzt.

## Werk

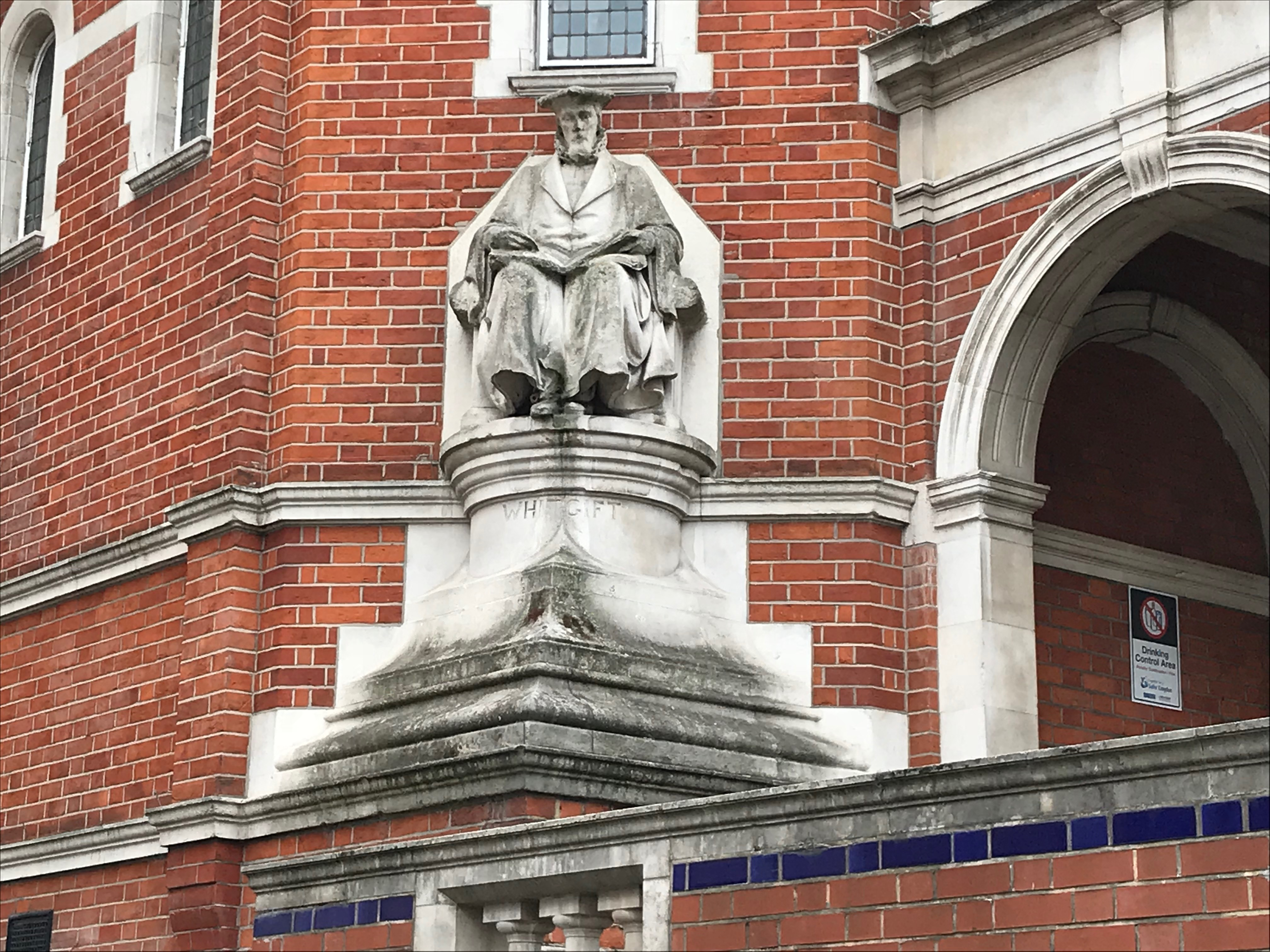
John Wenlock Rollins: John Whitgift, ca. 1903. Vor der Bibliothek von Croydon, Katharine Street

John Wenlock Rollins war ein Vertreter der sogenannten New-Sculpture-Bewegung, die sich durch eine realistischere und dynamischere Darstellung in der Bildhauerei auszeichnete. Seine Arbeiten umfassen sowohl freistehende Skulpturen als auch architektonische Reliefs. Zu seinen bekanntesten Werken zählen die Bronzefontäne und die Gedenkplakette am Horniman Museum in London, die er für den Architekten Charles Harrison Townsend schuf. Weitere bedeutende Werke sind die Statuen von John Thorpe und William of Wykeham an der Fassade des Victoria and Albert Museums sowie die Skulpturen Poetry und Prose an der Fassade des Croydon Town Hall. Bemerkenswert ist zudem die Bronzeflügeltür des ehemaligen P&O-Gebäudes in der Cockspur Street in London.